# 达沃尔·米泽里特
达沃尔·米泽里特（1981年1月4日—），斯洛文尼亚男子赛艇运动员。他曾代表斯洛文尼亚参加世界赛艇锦标赛，获得一枚银牌。他也曾参加2004年夏季奥林匹克运动会。